# Lilla Karlsö

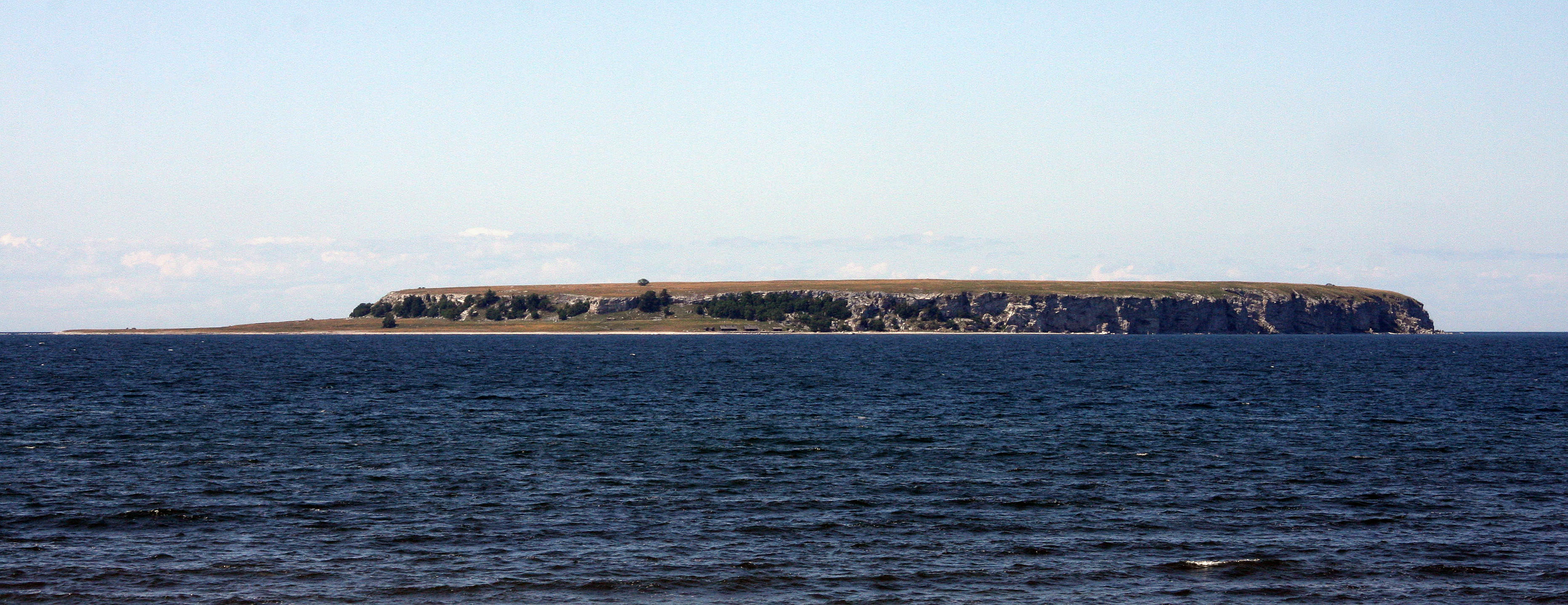
Lilla Karlsö

Lilla Karlsö je neobydlený ostrov ve Švédsku. Patří ke kraji Gotland v Baltském moři. Nachází se 3 km západně od ostrova Gotland.

## Číselné údaje
Má rozlohu 940 ha.

## Využití
Celý ostrov je součástí přírodní rezervace a také soustavy Natura 2000. Chovají se zde ovce.